# Little Mix/Auszeichnungen für Musikverkäufe

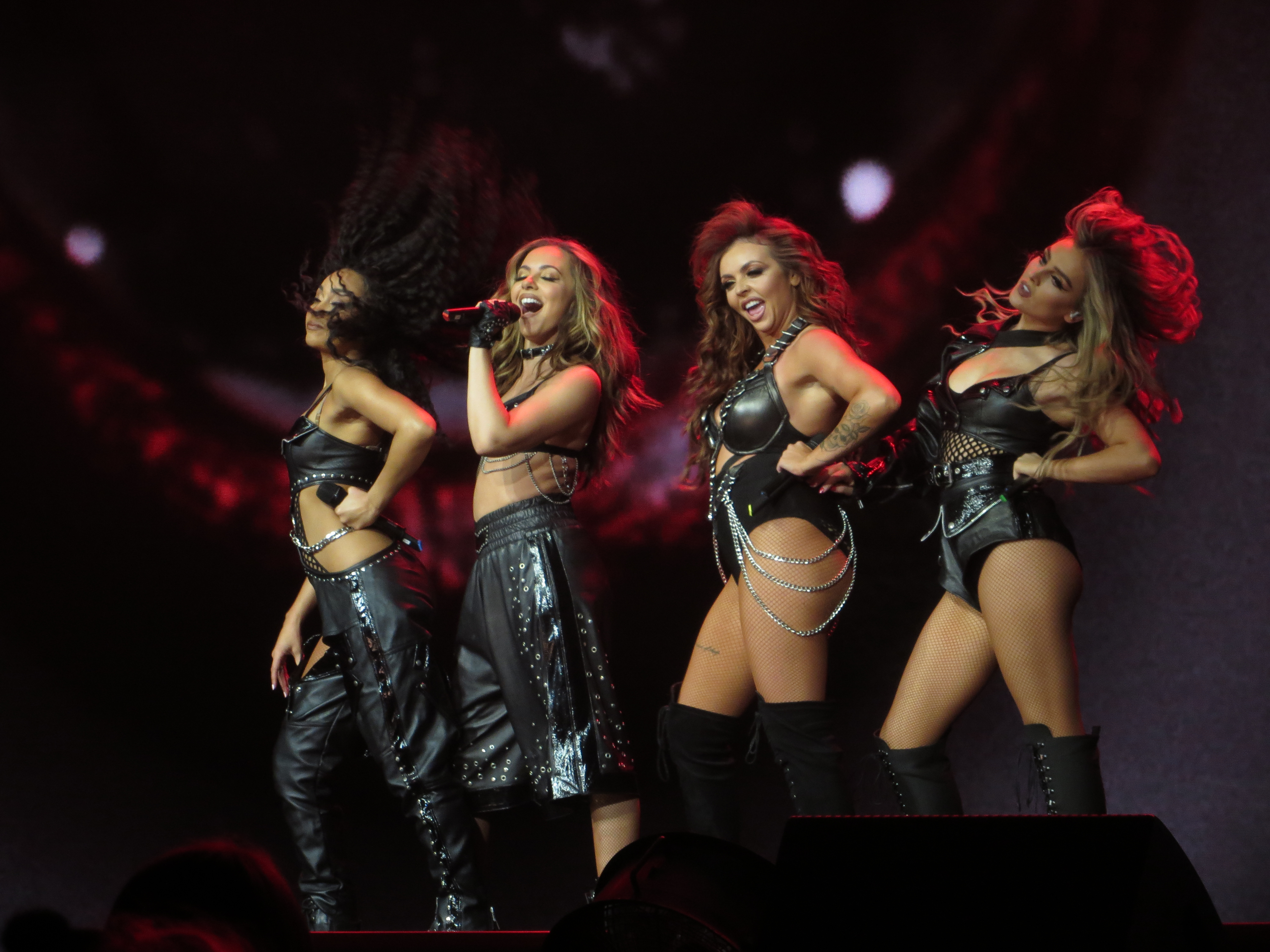
Little Mix

Dies ist eine Übersicht über die Auszeichnungen für Musikverkäufe der britischen Pop-Girlgroup Little Mix. Die Auszeichnungen finden sich nach ihrer Art (Gold, Platin usw.), nach Staaten getrennt in chronologischer Reihenfolge, geordnet sowie nach den Tonträgern selbst, ebenfalls in chronologischer Reihenfolge, getrennt nach Medium (Alben, Singles usw.), wieder.

## Auszeichnungen
| - Vereinigtes Königreich - 2016: für die Single Little Me - 2019: für die Single Bounce Back - 2020: für die Single How Ya Doin’? - 2021: für das Lied Wasabi - 2021: für das Lied Secret Love Song, Pt. II - 2024: für das Lied You Gotta Not - 2024: für das Lied Is Your Love Enough? - Australien - 2012: für das Album DNA - 2013: für die Single DNA - 2013: für die Single How Ya Doin’? - 2013: für die Single Move - 2016: für das Album Get Weird - 2017: für das Album Glory Days - 2017: für die Single Reggaetón Lento (Remix) - Belgien - 2017: für die Single Shout Out to My Ex - 2017: für die Single Touch - 2017: für die Single Reggaetón Lento (Remix) - Brasilien - 2020: für das Album Salute - 2021: für die Single Bounce Back - 2021: für die Single Break Up Song - 2021: für die Single DNA - 2021: für die Single Holiday - 2021: für die Single Word Up! - 2021: für das Lied Wasabi - 2021: für das Album Confetti - 2021: für die Single Confetti - 2021: für die Single Joan of Arc - Dänemark - 2020: für die Single Secret Love Song - 2021: für die Single Woman Like Me - 2023: für die Single Heartbreak Anthem - 2023: für die Single Power - 2024: für das Lied Love Me or Leave Me - 2024: für die Single Reggaetón Lento (Remix) - 2025: für die Single Touch - Deutschland - 2023: für die Single Shout Out to My Ex - Frankreich - 2025: für die Single Power - Irland - 2012: für das Album DNA - Italien - 2017: für die Single Shout Out to My Ex - 2017: für die Single Black Magic - 2018: für die Single Touch - 2023: für die Single Heartbreak Anthem - Kanada - 2014: für die Single Wings - 2018: für das Album Glory Days - 2019: für die Single Woman Like Me - Mexiko - 2019: für das Album Glory Days - 2019: für die Single Woman Like Me - 2019: für die Single Shout Out to My Ex - 2020: für die Single Only You - 2020: für das Album Get Weird - 2022: für das Album Between Us - 2024: für die Single Sweet Melody - Neuseeland - 2013: für die Single Change Your Life - 2014: für die Single Move - 2018: für die Single Reggaetón Lento (Remix) - 2018: für das Album DNA - 2018: für die Single No More Sad Songs - 2019: für das Album Salute - 2020: für das Album LM5 - Niederlande - 2016: für die Single Hair - 2017: für die Single Touch - Norwegen - 2020: für die Single Woman Like Me - 2020: für das Album Glory Days - Österreich - 2022: für die Single Heartbreak Anthem - Polen - 2017: für die Single Shout Out to My Ex - 2019: für die Single Only You - 2021: für die Single Sweet Melody - 2021: für die Single Think About Us - 2022: für die Single Secret Love Song - 2023: für die Single Touch - 2024: für die Single Love Me Like You - 2024: für das Album LM5 - Portugal - 2022: für die Single Heartbreak Anthem - Schweden - 2016: für die Single Black Magic - 2017: für die Single Reggaetón Lento (Remix) - Schweiz - 2018: für das Album Glory Days - 2022: für die Single Woman Like Me - Singapur - 2019: für das Album Get Weird - Spanien - 2024: für die Single Heartbreak Anthem - 2024: für die Single Shout Out to My Ex - Vereinigte Staaten - 2013: für die Single Wings - 2016: für die Single Black Magic - 2022: für die Single Heartbreak Anthem - Vereinigtes Königreich - 2013: für die Single Cannonball - 2019: für die Single DNA - 2020: für das Lied Oops - 2021: für die Single Holiday - 2021: für die Single Think About Us - 2023: für das Lied Love Me or Leave Me - 2024: für die Single No Time for Tears | - Australien - 2019: für die Single Woman Like Me - 2021: für das Album Between Us - Brasilien - 2020: für das Album Get Weird - 2020: für das Album Glory Days - 2020: für die Single Salute - 2021: für das Album LM5 - 2021: für die Single Only You - 2021: für die Single Love Me Like You - 2021: für die Single Move - 2021: für die Single No More Sad Songs - 2021: für die Single Secret Love Song - 2021: für die Single Sweet Melody - 2021: für die Single Think About Us - 2021: für die Single Wings - Dänemark - 2021: für das Album Glory Days - 2021: für die Single Shout Out to My Ex - 2022: für das Album Get Weird - 2025: für die Single Black Magic - Irland - 2016: für das Album Get Weird - 2016: für die Single Black Magic - 2016: für die Single Love Me Like You - 2016: für die Single Secret Love Song - 2016: für die Single Hair - 2016: für die Single Shout Out to My Ex - Kanada - 2018: für die Single Black Magic - 2018: für die Single Shout Out to My Ex - 2018: für die Single Touch - 2022: für die Single Heartbreak Anthem - Mexiko - 2021: für die Single Black Magic - 2024: für die Single Reggaetón Lento (Remix) - Neuseeland - 2013: für die Single Wings - 2018: für das Album Get Weird - 2018: für das Album Glory Days - 2018: für die Single Hair - 2020: für die Single Power - 2020: für die Single Woman Like Me - 2023: für das Album Between Us - 2023: für die Single Love Me Like You - Norwegen - 2020: für die Single Shout Out to My Ex - Polen - 2016: für die Single Black Magic - 2019: für die Single Woman Like Me - 2023: für die Single Reggaetón Lento (Remix) - 2024: für die Single Heartbreak Anthem - 2024: für die Single Power - 2024: für das Album Glory Days - Portugal - 2022: für die Single Reggaetón Lento (Remix) - Schweiz - 2018: für die Single Reggaetón Lento (Remix) - 2022: für das Album Between Us - 2022: für die Single Shout Out to My Ex - Vereinigtes Königreich - 2013: für das Album DNA - 2015: für das Album Salute - 2017: für die Single Wings - 2017: für die Single Hair - 2018: für die Single No More Sad Songs - 2018: für die Single Move - 2018: für die Single Love Me Like You - 2020: für die Single Only You - 2021: für das Album LM5 - 2021: für die Single Sweet Melody - 2021: für die Single Salute - 2022: für die Single Break Up Song - 2023: für die Single Kiss My (Uh-Oh) - 2024: für das Album Confetti - 2024: für die Single Confetti | - Australien - 2013: für die Single Change Your Life - 2016: für die Single Black Magic - 2016: für die Single Secret Love Song - 2016: für die Single Hair - 2017: für die Single Touch - Brasilien - 2020: für die Single Touch - 2021: für die Single Power - Irland - 2017: für das Album Glory Days - Neuseeland - 2023: für die Single Touch - Niederlande - 2018: für die Single Reggaetón Lento (Remix) - Vereinigtes Königreich - 2021: für die Single Reggaetón Lento (Remix) - 2023: für die Single Woman Like Me - 2024: für die Single Heartbreak Anthem - Australien - 2013: für die Single Wings - 2017: für die Single Shout Out to My Ex - Brasilien - 2020: für die Single Hair - 2020: für die Single Reggaetón Lento (Remix) - 2021: für die Single Shout Out to My Ex - Neuseeland - 2024: für die Single Secret Love Song - 2024: für die Single Shout Out to My Ex - 2025: für die Single Black Magic - Vereinigtes Königreich - 2021: für das Album Get Weird - 2023: für die Single Touch - 2024: für die Single Power - 2025: für das Album Between Us - 2025: für die Single Secret Love Song - Vereinigtes Königreich - 2021: für das Album Glory Days - 2024: für die Single Shout Out to My Ex - 2025: für die Single Black Magic - Brasilien - 2020: für die Single Black Magic - 2020: für die Single Woman Like Me |

## Auszeichnungen nach Alben

### DNA
| Land/Region                  | Auszeichnungen für Musikverkäufe (Land/Region, Auszeichnung, Verkäufe) | Verkäufe |
| ---------------------------- | ---------------------------------------------------------------------- | -------- |
| Australien (ARIA)            | Gold                                                                   | 35.000   |
| Irland (IRMA)                | Gold                                                                   | 7.500    |
| Neuseeland (RMNZ)            | Gold                                                                   | 7.500    |
| Vereinigtes Königreich (BPI) | Platin                                                                 | 468.000  |
| Insgesamt                    | 3× Gold · 1× Platin ·                                                  | 518.000  |

### Salute
| Land/Region                  | Auszeichnungen für Musikverkäufe (Land/Region, Auszeichnung, Verkäufe) | Verkäufe |
| ---------------------------- | ---------------------------------------------------------------------- | -------- |
| Brasilien (PMB)              | Gold                                                                   | 20.000   |
| Neuseeland (RMNZ)            | Gold                                                                   | 7.500    |
| Vereinigtes Königreich (BPI) | Platin                                                                 | 424.000  |
| Insgesamt                    | 2× Gold · 1× Platin ·                                                  | 451.500  |

### Get Weird
| Land/Region                  | Auszeichnungen für Musikverkäufe (Land/Region, Auszeichnung, Verkäufe) | Verkäufe  |
| ---------------------------- | ---------------------------------------------------------------------- | --------- |
| Australien (ARIA)            | Gold                                                                   | 35.000    |
| Brasilien (PMB)              | Platin                                                                 | 40.000    |
| Dänemark (IFPI)              | Platin                                                                 | 20.000    |
| Irland (IRMA)                | Platin                                                                 | 15.000    |
| Mexiko (AMPROFON)            | Gold                                                                   | 30.000    |
| Neuseeland (RMNZ)            | Platin                                                                 | 15.000    |
| Singapur (RIAS)              | Gold                                                                   | 5.000     |
| Vereinigtes Königreich (BPI) | 3× Platin                                                              | 919.000   |
| Insgesamt                    | 3× Gold · 7× Platin ·                                                  | 1.079.000 |

### Glory Days
| Land/Region                  | Auszeichnungen für Musikverkäufe (Land/Region, Auszeichnung, Verkäufe) | Verkäufe  |
| ---------------------------- | ---------------------------------------------------------------------- | --------- |
| Australien (ARIA)            | Gold                                                                   | 35.000    |
| Brasilien (PMB)              | Platin                                                                 | 40.000    |
| Dänemark (IFPI)              | Platin                                                                 | 20.000    |
| Irland (IRMA)                | 2× Platin                                                              | 30.000    |
| Kanada (MC)                  | Gold                                                                   | 40.000    |
| Mexiko (AMPROFON)            | Gold                                                                   | 30.000    |
| Neuseeland (RMNZ)            | Platin                                                                 | 15.000    |
| Norwegen (IFPI)              | Gold                                                                   | 10.000    |
| Polen (ZPAV)                 | Platin                                                                 | 20.000    |
| Schweiz (IFPI)               | Gold                                                                   | 10.000    |
| Vereinigtes Königreich (BPI) | 4× Platin                                                              | 1.200.000 |
| Insgesamt                    | 5× Gold · 10× Platin ·                                                 | 1.450.000 |

### LM5
| Land/Region                  | Auszeichnungen für Musikverkäufe (Land/Region, Auszeichnung, Verkäufe) | Verkäufe |
| ---------------------------- | ---------------------------------------------------------------------- | -------- |
| Brasilien (PMB)              | Platin                                                                 | 40.000   |
| Neuseeland (RMNZ)            | Gold                                                                   | 7.500    |
| Polen (ZPAV)                 | Gold                                                                   | 10.000   |
| Vereinigtes Königreich (BPI) | Platin                                                                 | 316.000  |
| Insgesamt                    | 2× Gold · 2× Platin ·                                                  | 373.500  |

### Confetti
| Land/Region                  | Auszeichnungen für Musikverkäufe (Land/Region, Auszeichnung, Verkäufe) | Verkäufe |
| ---------------------------- | ---------------------------------------------------------------------- | -------- |
| Brasilien (PMB)              | Gold                                                                   | 20.000   |
| Vereinigtes Königreich (BPI) | Platin                                                                 | 300.000  |
| Insgesamt                    | 1× Gold · 1× Platin ·                                                  | 320.000  |

### Between Us
| Land/Region                  | Auszeichnungen für Musikverkäufe (Land/Region, Auszeichnung, Verkäufe) | Verkäufe |
| ---------------------------- | ---------------------------------------------------------------------- | -------- |
| Australien (ARIA)            | Platin                                                                 | 70.000   |
| Mexiko (AMPROFON)            | Gold                                                                   | 70.000   |
| Neuseeland (RMNZ)            | Platin                                                                 | 15.000   |
| Schweiz (IFPI)               | Platin                                                                 | 20.000   |
| Vereinigtes Königreich (BPI) | 2× Platin                                                              | 600.000  |
| Insgesamt                    | 1× Gold · 5× Platin ·                                                  | 775.000  |

## Auszeichnungen nach Singles

### Cannonball
| Land/Region                  | Auszeichnungen für Musikverkäufe (Land/Region, Auszeichnung, Verkäufe) | Verkäufe |
| ---------------------------- | ---------------------------------------------------------------------- | -------- |
| Vereinigtes Königreich (BPI) | Gold                                                                   | 561.000  |
| Insgesamt                    | 1× Gold ·                                                              | 561.000  |

### Wings
| Land/Region                  | Auszeichnungen für Musikverkäufe (Land/Region, Auszeichnung, Verkäufe) | Verkäufe  |
| ---------------------------- | ---------------------------------------------------------------------- | --------- |
| Australien (ARIA)            | 3× Platin                                                              | 210.000   |
| Brasilien (PMB)              | Platin                                                                 | 60.000    |
| Kanada (MC)                  | Gold                                                                   | 40.000    |
| Neuseeland (RMNZ)            | Platin                                                                 | 15.000    |
| Vereinigte Staaten (RIAA)    | Gold                                                                   | 500.000   |
| Vereinigtes Königreich (BPI) | Platin                                                                 | 969.000   |
| Insgesamt                    | 2× Gold · 6× Platin ·                                                  | 1.794.000 |

### DNA
| Land/Region                  | Auszeichnungen für Musikverkäufe (Land/Region, Auszeichnung, Verkäufe) | Verkäufe |
| ---------------------------- | ---------------------------------------------------------------------- | -------- |
| Australien (ARIA)            | Gold                                                                   | 35.000   |
| Brasilien (PMB)              | Gold                                                                   | 30.000   |
| Vereinigtes Königreich (BPI) | Gold                                                                   | 453.000  |
| Insgesamt                    | 3× Gold ·                                                              | 518.000  |

### Change Your Life
| Land/Region                  | Auszeichnungen für Musikverkäufe (Land/Region, Auszeichnung, Verkäufe) | Verkäufe |
| ---------------------------- | ---------------------------------------------------------------------- | -------- |
| Australien (ARIA)            | 2× Platin                                                              | 140.000  |
| Neuseeland (RMNZ)            | Gold                                                                   | 7.500    |
| Vereinigtes Königreich (BPI) | Silber                                                                 | 200.000  |
| Insgesamt                    | 1× Silber · 1× Gold · 2× Platin ·                                      | 347.500  |

### How Ya Doin’?
| Land/Region                  | Auszeichnungen für Musikverkäufe (Land/Region, Auszeichnung, Verkäufe) | Verkäufe |
| ---------------------------- | ---------------------------------------------------------------------- | -------- |
| Australien (ARIA)            | Gold                                                                   | 35.000   |
| Vereinigtes Königreich (BPI) | Silber                                                                 | 200.000  |
| Insgesamt                    | 1× Silber · 1× Gold ·                                                  | 235.000  |

### Move
| Land/Region                  | Auszeichnungen für Musikverkäufe (Land/Region, Auszeichnung, Verkäufe) | Verkäufe |
| ---------------------------- | ---------------------------------------------------------------------- | -------- |
| Australien (ARIA)            | Gold                                                                   | 35.000   |
| Brasilien (PMB)              | Platin                                                                 | 60.000   |
| Neuseeland (RMNZ)            | Gold                                                                   | 7.500    |
| Vereinigtes Königreich (BPI) | Platin                                                                 | 711.000  |
| Insgesamt                    | 2× Gold · 2× Platin ·                                                  | 813.500  |

### Little Me
| Land/Region                  | Auszeichnungen für Musikverkäufe (Land/Region, Auszeichnung, Verkäufe) | Verkäufe |
| ---------------------------- | ---------------------------------------------------------------------- | -------- |
| Vereinigtes Königreich (BPI) | Silber                                                                 | 314.000  |
| Insgesamt                    | 1× Silber ·                                                            | 314.000  |

### Word Up!
| Land/Region     | Auszeichnungen für Musikverkäufe (Land/Region, Auszeichnung, Verkäufe) | Verkäufe |
| --------------- | ---------------------------------------------------------------------- | -------- |
| Brasilien (PMB) | Gold                                                                   | 30.000   |
| Insgesamt       | 1× Gold ·                                                              | 30.000   |

### Salute
| Land/Region                  | Auszeichnungen für Musikverkäufe (Land/Region, Auszeichnung, Verkäufe) | Verkäufe |
| ---------------------------- | ---------------------------------------------------------------------- | -------- |
| Brasilien (PMB)              | Platin                                                                 | 60.000   |
| Vereinigtes Königreich (BPI) | Platin                                                                 | 600.000  |
| Insgesamt                    | 2× Platin ·                                                            | 660.000  |

### Black Magic
| Land/Region                  | Auszeichnungen für Musikverkäufe (Land/Region, Auszeichnung, Verkäufe) | Verkäufe  |
| ---------------------------- | ---------------------------------------------------------------------- | --------- |
| Australien (ARIA)            | 2× Platin                                                              | 140.000   |
| Brasilien (PMB)              | Diamant                                                                | 250.000   |
| Dänemark (IFPI)              | Platin                                                                 | 90.000    |
| Irland (IRMA)                | Platin                                                                 | 15.000    |
| Italien (FIMI)               | Gold                                                                   | 25.000    |
| Kanada (MC)                  | Platin                                                                 | 80.000    |
| Mexiko (AMPROFON)            | Platin                                                                 | 60.000    |
| Neuseeland (RMNZ)            | 3× Platin                                                              | 90.000    |
| Polen (ZPAV)                 | Platin                                                                 | 20.000    |
| Schweden (IFPI)              | Gold                                                                   | 20.000    |
| Vereinigte Staaten (RIAA)    | Gold                                                                   | 500.000   |
| Vereinigtes Königreich (BPI) | 4× Platin                                                              | 2.400.000 |
| Insgesamt                    | 3× Gold · 14× Platin · 1× Diamant ·                                    | 3.690.000 |

### Love Me Like You
| Land/Region                  | Auszeichnungen für Musikverkäufe (Land/Region, Auszeichnung, Verkäufe) | Verkäufe |
| ---------------------------- | ---------------------------------------------------------------------- | -------- |
| Brasilien (PMB)              | Platin                                                                 | 60.000   |
| Irland (IRMA)                | Platin                                                                 | 15.000   |
| Neuseeland (RMNZ)            | Platin                                                                 | 30.000   |
| Polen (ZPAV)                 | Gold                                                                   | 25.000   |
| Vereinigtes Königreich (BPI) | Platin                                                                 | 811.000  |
| Insgesamt                    | 1× Gold · 4× Platin ·                                                  | 941.000  |

### Secret Love Song
| Land/Region                  | Auszeichnungen für Musikverkäufe (Land/Region, Auszeichnung, Verkäufe) | Verkäufe  |
| ---------------------------- | ---------------------------------------------------------------------- | --------- |
| Australien (ARIA)            | 2× Platin                                                              | 140.000   |
| Brasilien (PMB)              | Platin                                                                 | 60.000    |
| Dänemark (IFPI)              | Gold                                                                   | 45.000    |
| Irland (IRMA)                | Platin                                                                 | 15.000    |
| Neuseeland (RMNZ)            | 3× Platin                                                              | 90.000    |
| Polen (ZPAV)                 | Gold                                                                   | 25.000    |
| Vereinigtes Königreich (BPI) | 3× Platin                                                              | 1.800.000 |
| Insgesamt                    | 2× Gold · 10× Platin ·                                                 | 2.175.000 |

### Hair
| Land/Region                  | Auszeichnungen für Musikverkäufe (Land/Region, Auszeichnung, Verkäufe) | Verkäufe  |
| ---------------------------- | ---------------------------------------------------------------------- | --------- |
| Australien (ARIA)            | 2× Platin                                                              | 140.000   |
| Brasilien (PMB)              | 3× Platin                                                              | 180.000   |
| Irland (IRMA)                | Platin                                                                 | 15.000    |
| Neuseeland (RMNZ)            | Platin                                                                 | 30.000    |
| Niederlande (NVPI)           | Gold                                                                   | 20.000    |
| Vereinigtes Königreich (BPI) | Platin                                                                 | 927.000   |
| Insgesamt                    | 1× Gold · 8× Platin ·                                                  | 1.312.000 |

### Shout Out to My Ex
| Land/Region                  | Auszeichnungen für Musikverkäufe (Land/Region, Auszeichnung, Verkäufe) | Verkäufe  |
| ---------------------------- | ---------------------------------------------------------------------- | --------- |
| Australien (ARIA)            | 3× Platin                                                              | 210.000   |
| Belgien (BRMA)               | Gold                                                                   | 15.000    |
| Brasilien (PMB)              | 3× Platin                                                              | 180.000   |
| Dänemark (IFPI)              | Platin                                                                 | 90.000    |
| Deutschland (BVMI)           | Gold                                                                   | 200.000   |
| Irland (IRMA)                | Platin                                                                 | 15.000    |
| Italien (FIMI)               | Gold                                                                   | 25.000    |
| Kanada (MC)                  | Platin                                                                 | 80.000    |
| Mexiko (AMPROFON)            | Gold                                                                   | 30.000    |
| Neuseeland (RMNZ)            | 3× Platin                                                              | 90.000    |
| Norwegen (IFPI)              | Platin                                                                 | 60.000    |
| Polen (ZPAV)                 | Gold                                                                   | 10.000    |
| Schweiz (IFPI)               | Platin                                                                 | 30.000    |
| Spanien (Promusicae)         | Gold                                                                   | 30.000    |
| Vereinigtes Königreich (BPI) | 4× Platin                                                              | 2.400.000 |
| Insgesamt                    | 6× Gold · 18× Platin ·                                                 | 3.465.000 |

### Touch
| Land/Region                  | Auszeichnungen für Musikverkäufe (Land/Region, Auszeichnung, Verkäufe) | Verkäufe  |
| ---------------------------- | ---------------------------------------------------------------------- | --------- |
| Australien (ARIA)            | 2× Platin                                                              | 140.000   |
| Belgien (BRMA)               | Gold                                                                   | 15.000    |
| Brasilien (PMB)              | 2× Platin                                                              | 120.000   |
| Dänemark (IFPI)              | Gold                                                                   | 45.000    |
| Italien (FIMI)               | Gold                                                                   | 25.000    |
| Kanada (MC)                  | Platin                                                                 | 80.000    |
| Neuseeland (RMNZ)            | 2× Platin                                                              | 60.000    |
| Niederlande (NVPI)           | Gold                                                                   | 20.000    |
| Polen (ZPAV)                 | Gold                                                                   | 25.000    |
| Vereinigtes Königreich (BPI) | 3× Platin                                                              | 1.800.000 |
| Insgesamt                    | 5× Gold · 10× Platin ·                                                 | 2.330.000 |

### No More Sad Songs
| Land/Region                  | Auszeichnungen für Musikverkäufe (Land/Region, Auszeichnung, Verkäufe) | Verkäufe |
| ---------------------------- | ---------------------------------------------------------------------- | -------- |
| Brasilien (PMB)              | Platin                                                                 | 40.000   |
| Neuseeland (RMNZ)            | Gold                                                                   | 15.000   |
| Vereinigtes Königreich (BPI) | Platin                                                                 | 848.000  |
| Insgesamt                    | 1× Gold · 2× Platin ·                                                  | 903.000  |

### Power
| Land/Region                  | Auszeichnungen für Musikverkäufe (Land/Region, Auszeichnung, Verkäufe) | Verkäufe  |
| ---------------------------- | ---------------------------------------------------------------------- | --------- |
| Brasilien (PMB)              | 2× Platin                                                              | 80.000    |
| Dänemark (IFPI)              | Gold                                                                   | 45.000    |
| Frankreich (SNEP)            | Gold                                                                   | 100.000   |
| Neuseeland (RMNZ)            | Platin                                                                 | 30.000    |
| Polen (ZPAV)                 | Platin                                                                 | 50.000    |
| Vereinigtes Königreich (BPI) | 3× Platin                                                              | 1.800.000 |
| Insgesamt                    | 2× Gold · 7× Platin ·                                                  | 2.105.000 |

### Reggaetón Lento (Remix)
| Land/Region                  | Auszeichnungen für Musikverkäufe (Land/Region, Auszeichnung, Verkäufe) | Verkäufe  |
| ---------------------------- | ---------------------------------------------------------------------- | --------- |
| Australien (ARIA)            | Gold                                                                   | 35.000    |
| Belgien (BRMA)               | Gold                                                                   | 15.000    |
| Brasilien (PMB)              | 3× Platin                                                              | 120.000   |
| Dänemark (IFPI)              | Gold                                                                   | 45.000    |
| Mexiko (AMPROFON)            | Platin                                                                 | 60.000    |
| Neuseeland (RMNZ)            | Gold                                                                   | 15.000    |
| Niederlande (NVPI)           | 2× Platin                                                              | 160.000   |
| Polen (ZPAV)                 | Platin                                                                 | 50.000    |
| Portugal (AFP)               | Platin                                                                 | 10.000    |
| Schweden (IFPI)              | Gold                                                                   | 20.000    |
| Schweiz (IFPI)               | Platin                                                                 | 20.000    |
| Vereinigtes Königreich (BPI) | 2× Platin                                                              | 1.200.000 |
| Insgesamt                    | 5× Gold · 11× Platin ·                                                 | 1.750.000 |

### Only You
| Land/Region                  | Auszeichnungen für Musikverkäufe (Land/Region, Auszeichnung, Verkäufe) | Verkäufe |
| ---------------------------- | ---------------------------------------------------------------------- | -------- |
| Brasilien (PMB)              | Platin                                                                 | 40.000   |
| Mexiko (AMPROFON)            | Gold                                                                   | 30.000   |
| Polen (ZPAV)                 | Gold                                                                   | 10.000   |
| Vereinigtes Königreich (BPI) | Platin                                                                 | 615.000  |
| Insgesamt                    | 2× Gold · 2× Platin ·                                                  | 695.000  |

### Woman Like Me
| Land/Region                  | Auszeichnungen für Musikverkäufe (Land/Region, Auszeichnung, Verkäufe) | Verkäufe  |
| ---------------------------- | ---------------------------------------------------------------------- | --------- |
| Australien (ARIA)            | Platin                                                                 | 70.000    |
| Brasilien (PMB)              | Diamant                                                                | 160.000   |
| Dänemark (IFPI)              | Gold                                                                   | 45.000    |
| Kanada (MC)                  | Gold                                                                   | 40.000    |
| Mexiko (AMPROFON)            | Gold                                                                   | 30.000    |
| Neuseeland (RMNZ)            | Platin                                                                 | 30.000    |
| Norwegen (IFPI)              | Gold                                                                   | 30.000    |
| Polen (ZPAV)                 | Platin                                                                 | 20.000    |
| Schweiz (IFPI)               | Gold                                                                   | 10.000    |
| Vereinigtes Königreich (BPI) | 2× Platin                                                              | 1.200.000 |
| Insgesamt                    | 5× Gold · 5× Platin · 1× Diamant ·                                     | 1.635.000 |

### Think About Us
| Land/Region                  | Auszeichnungen für Musikverkäufe (Land/Region, Auszeichnung, Verkäufe) | Verkäufe |
| ---------------------------- | ---------------------------------------------------------------------- | -------- |
| Brasilien (PMB)              | Platin                                                                 | 40.000   |
| Polen (ZPAV)                 | Gold                                                                   | 25.000   |
| Vereinigtes Königreich (BPI) | Gold                                                                   | 400.000  |
| Insgesamt                    | 2× Gold · 1× Platin ·                                                  | 465.000  |

### Bounce Back
| Land/Region                  | Auszeichnungen für Musikverkäufe (Land/Region, Auszeichnung, Verkäufe) | Verkäufe |
| ---------------------------- | ---------------------------------------------------------------------- | -------- |
| Brasilien (PMB)              | Gold                                                                   | 20.000   |
| Vereinigtes Königreich (BPI) | Silber                                                                 | 200.000  |
| Insgesamt                    | 1× Silber · 1× Gold ·                                                  | 220.000  |

### Break Up Song
| Land/Region                  | Auszeichnungen für Musikverkäufe (Land/Region, Auszeichnung, Verkäufe) | Verkäufe |
| ---------------------------- | ---------------------------------------------------------------------- | -------- |
| Brasilien (PMB)              | Gold                                                                   | 20.000   |
| Vereinigtes Königreich (BPI) | Platin                                                                 | 600.000  |
| Insgesamt                    | 1× Gold · 1× Platin ·                                                  | 620.000  |

### Holiday
| Land/Region                  | Auszeichnungen für Musikverkäufe (Land/Region, Auszeichnung, Verkäufe) | Verkäufe |
| ---------------------------- | ---------------------------------------------------------------------- | -------- |
| Brasilien (PMB)              | Gold                                                                   | 20.000   |
| Vereinigtes Königreich (BPI) | Gold                                                                   | 400.000  |
| Insgesamt                    | 2× Gold ·                                                              | 420.000  |

### Sweet Melody
| Land/Region                  | Auszeichnungen für Musikverkäufe (Land/Region, Auszeichnung, Verkäufe) | Verkäufe |
| ---------------------------- | ---------------------------------------------------------------------- | -------- |
| Brasilien (PMB)              | Platin                                                                 | 40.000   |
| Mexiko (AMPROFON)            | Gold                                                                   | 30.000   |
| Polen (ZPAV)                 | Gold                                                                   | 10.000   |
| Vereinigtes Königreich (BPI) | Platin                                                                 | 801.000  |
| Insgesamt                    | 2× Gold · 2× Platin ·                                                  | 881.000  |

### Confetti
| Land/Region                  | Auszeichnungen für Musikverkäufe (Land/Region, Auszeichnung, Verkäufe) | Verkäufe |
| ---------------------------- | ---------------------------------------------------------------------- | -------- |
| Brasilien (PMB)              | Gold                                                                   | 20.000   |
| Vereinigtes Königreich (BPI) | Platin                                                                 | 600.000  |
| Insgesamt                    | 1× Gold · 1× Platin ·                                                  | 620.000  |

### No Time for Tears
| Land/Region                  | Auszeichnungen für Musikverkäufe (Land/Region, Auszeichnung, Verkäufe) | Verkäufe |
| ---------------------------- | ---------------------------------------------------------------------- | -------- |
| Vereinigtes Königreich (BPI) | Gold                                                                   | 400.000  |
| Insgesamt                    | 1× Gold ·                                                              | 400.000  |

### Heartbreak Anthem
| Land/Region                  | Auszeichnungen für Musikverkäufe (Land/Region, Auszeichnung, Verkäufe) | Verkäufe  |
| ---------------------------- | ---------------------------------------------------------------------- | --------- |
| Dänemark (IFPI)              | Gold                                                                   | 45.000    |
| Italien (FIMI)               | Gold                                                                   | 50.000    |
| Kanada (MC)                  | Platin                                                                 | 80.000    |
| Österreich (IFPI)            | Gold                                                                   | 15.000    |
| Polen (ZPAV)                 | Platin                                                                 | 50.000    |
| Portugal (AFP)               | Gold                                                                   | 5.000     |
| Spanien (Promusicae)         | Gold                                                                   | 30.000    |
| Vereinigte Staaten (RIAA)    | Gold                                                                   | 500.000   |
| Vereinigtes Königreich (BPI) | 2× Platin                                                              | 1.200.000 |
| Insgesamt                    | 6× Gold · 4× Platin ·                                                  | 1.975.000 |

### Kiss My (Uh-Oh)
| Land/Region                  | Auszeichnungen für Musikverkäufe (Land/Region, Auszeichnung, Verkäufe) | Verkäufe |
| ---------------------------- | ---------------------------------------------------------------------- | -------- |
| Vereinigtes Königreich (BPI) | Platin                                                                 | 600.000  |
| Insgesamt                    | 1× Platin ·                                                            | 600.000  |

## Auszeichnungen nach Liedern

### Love Me or Leave Me
| Land/Region                  | Auszeichnungen für Musikverkäufe (Land/Region, Auszeichnung, Verkäufe) | Verkäufe |
| ---------------------------- | ---------------------------------------------------------------------- | -------- |
| Dänemark (IFPI)              | Gold                                                                   | 45.000   |
| Vereinigtes Königreich (BPI) | Gold                                                                   | 400.000  |
| Insgesamt                    | 2× Gold ·                                                              | 445.000  |

### Secret Love Song, Pt. II
| Land/Region                  | Auszeichnungen für Musikverkäufe (Land/Region, Auszeichnung, Verkäufe) | Verkäufe |
| ---------------------------- | ---------------------------------------------------------------------- | -------- |
| Vereinigtes Königreich (BPI) | Silber                                                                 | 200.000  |
| Insgesamt                    | 1× Silber ·                                                            | 200.000  |

### You Gotta Not
| Land/Region                  | Auszeichnungen für Musikverkäufe (Land/Region, Auszeichnung, Verkäufe) | Verkäufe |
| ---------------------------- | ---------------------------------------------------------------------- | -------- |
| Vereinigtes Königreich (BPI) | Silber                                                                 | 200.000  |
| Insgesamt                    | 1× Silber ·                                                            | 200.000  |

### Oops
| Land/Region                  | Auszeichnungen für Musikverkäufe (Land/Region, Auszeichnung, Verkäufe) | Verkäufe |
| ---------------------------- | ---------------------------------------------------------------------- | -------- |
| Vereinigtes Königreich (BPI) | Gold                                                                   | 405.000  |
| Insgesamt                    | 1× Gold ·                                                              | 405.000  |

### Wasabi
| Land/Region                  | Auszeichnungen für Musikverkäufe (Land/Region, Auszeichnung, Verkäufe) | Verkäufe |
| ---------------------------- | ---------------------------------------------------------------------- | -------- |
| Brasilien (PMB)              | Gold                                                                   | 20.000   |
| Vereinigtes Königreich (BPI) | Silber                                                                 | 200.000  |
| Insgesamt                    | 1× Silber · 1× Gold ·                                                  | 220.000  |

### Is Your Love Enough?
| Land/Region                  | Auszeichnungen für Musikverkäufe (Land/Region, Auszeichnung, Verkäufe) | Verkäufe |
| ---------------------------- | ---------------------------------------------------------------------- | -------- |
| Vereinigtes Königreich (BPI) | Silber                                                                 | 200.000  |
| Insgesamt                    | 1× Silber ·                                                            | 200.000  |

### Joan of Arc
| Land/Region     | Auszeichnungen für Musikverkäufe (Land/Region, Auszeichnung, Verkäufe) | Verkäufe |
| --------------- | ---------------------------------------------------------------------- | -------- |
| Brasilien (PMB) | Gold                                                                   | 20.000   |
| Insgesamt       | 1× Gold ·                                                              | 20.000   |

## Statistik und Quellen
| Land/RegionAuszeichnungen für Musikverkäufe (Land/Region, Auszeichnungen, Verkäufe, Quellen) | Silber     | Gold       | Platin         | Diamant     | Verkäufe   | Quellen              |
| -------------------------------------------------------------------------------------------- | ---------- | ---------- | -------------- | ----------- | ---------- | -------------------- |
| Australien (ARIA)                                                                            | —          | 7× Gold7   | 18× Platin18   | —           | 1.505.000  | aria.com.au          |
| Belgien (BRMA)                                                                               | —          | 3× Gold3   | —              | —           | 45.000     | ultratop.be          |
| Brasilien (PMB)                                                                              | —          | 10× Gold10 | 25× Platin25   | 2× Diamant2 | 1.890.000  | pro-musicabr.org.br  |
| Dänemark (IFPI)                                                                              | —          | 7× Gold7   | 4× Platin4     | —           | 535.000    | ifpi.dk              |
| Deutschland (BVMI)                                                                           | —          | Gold1      | —              | —           | 200.000    | musikindustrie.de    |
| Frankreich (SNEP)                                                                            | —          | Gold1      | —              | —           | 100.000    | [ snepmusique.com]   |
| Irland (IRMA)                                                                                | —          | Gold1      | 8× Platin8     | —           | 127.500    | irishcharts.ie       |
| Italien (FIMI)                                                                               | —          | 4× Gold4   | —              | —           | 125.000    | fimi.it              |
| Kanada (MC)                                                                                  | —          | 3× Gold3   | 4× Platin4     | —           | 440.000    | musiccanada.com      |
| Mexiko (AMPROFON)                                                                            | —          | 7× Gold7   | 2× Platin2     | —           | 370.000    | amprofon.com.mx      |
| Neuseeland (RMNZ)                                                                            | —          | 7× Gold7   | 19× Platin19   | —           | 577.500    | radioscope.co.nz NZ2 |
| Niederlande (NVPI)                                                                           | —          | 2× Gold2   | 2× Platin2     | —           | 200.000    | nvpi.nl              |
| Norwegen (IFPI)                                                                              | —          | 2× Gold2   | Platin1        | —           | 100.000    | ifpi.no              |
| Österreich (IFPI)                                                                            | —          | Gold1      | —              | —           | 15.000     | ifpi.at              |
| Polen (ZPAV)                                                                                 | —          | 8× Gold8   | 6× Platin6     | —           | 375.000    | olis.pl              |
| Portugal (AFP)                                                                               | —          | Gold1      | Platin1        | —           | 15.000     | Einzelnachweise      |
| Schweden (IFPI)                                                                              | —          | 2× Gold2   | —              | —           | 40.000     | sverigetopplistan.se |
| Schweiz (IFPI)                                                                               | —          | 2× Gold2   | 3× Platin3     | —           | 90.000     | hitparade.ch         |
| Singapur (RIAS)                                                                              | —          | Gold1      | —              | —           | 5.000      | rias.org.sg          |
| Spanien (Promusicae)                                                                         | —          | 2× Gold2   | —              | —           | 60.000     | elportaldemusica.es  |
| Vereinigte Staaten (RIAA)                                                                    | —          | 3× Gold3   | —              | —           | 1.500.000  | riaa.com             |
| Vereinigtes Königreich (BPI)                                                                 | 8× Silber8 | 7× Gold7   | 47× Platin47   | —           | 30.842.000 | bpi.co.uk            |
| Insgesamt                                                                                    | 8× Silber8 | 82× Gold82 | 140× Platin140 | 2× Diamant2 |            |                      |